# Tabera de Abajo
Tabera de Abajo is een gemeente in de Spaanse provincie Salamanca in de regio Castilië en León met een oppervlakte van 63,78 km². Tabera de Abajo telt 111 inwoners (1 januari 2016).

## Demografische ontwikkeling
Bron: INE, 1857-2011: volkstellingen